# Нікола Перро д'Абланкур
Ніколя Перро д'Абланкур (фр. Nicolas Perrot d’Ablancourt; 5 квітня 1606, Шалон-ан-Шампань — 17 листопада 1664, Париж; похований в Абланкурі) — французький ерудит, письменник і перекладач.
У своїй перекладацькій діяльності Перро д'Абланкур вважав, що основною метою перекладу є не буквальність чи точність, а передача духу оригінального твору, адаптованого до смаків відповідної епохи. Саме на основі іронічної ремарки, зробленої ним щодо одного з його перекладів, виник вираз «les belles infidèles» («красиві невірні»), що описує переклади, які жертвують точністю на користь літературної привабливості.

## Біографія
Сім'я Ніколя Перро д'Абланкура належала до реформатської церкви. Його батько, Поль Перро (де ла Саль), прийняв протестантизм під час навчання в Оксфорді, а мати, Анна де Форж, була дочкою шампанського протестанта.
Він навчався в Седані, де викладав протестант Руссель. Після цього він став адвокатом, хоча рідкоале рідко брав участь у судових процесах. Спочатку він зрікся своєї релігії, але пізніше передумав і виїхав з Франції до Голландії. У 1634—1635 роках оселився в Лейдені, а потім перебрався до Англії.
Після повернення до Франції Перро д'Абланкур активно підтримував зв'язки з видатними літераторами своєї доби. У 1637 році, лише через п'ять років після повернення, він був обраний до Французької академії, що стало важливою віхою у його кар'єрі. Відтоді він повністю зосередився на літературній діяльності, опублікувавши низку перекладів з класичних мов. Між 1637 і 1662 роками він здійснив численні переклади з грецької та латинської, серед яких твори таких авторів, як Арріан, Юлій Цезар, Цицерон, Фронтин, Гомер, Лукіан Самосатський, Мінуцій Фелікс, Плутарх, Полієн та Ксенофонт. Окрім цього, він переклав з іспанської «Африку» Луїса дель Мармоля Карвахаля і Карвахала, причому цей переклад було переглянуто після його смерті Сезарем-П'єром Рішле.

## Складне мистецтво перекладу
Перро д'Абланкур виклав свої принципи перекладу у передмовах до власних творів. Він належав до кола діячів, що, успадкувавши ідеї та настанови Конрара, не вагалися змінювати формулювання оригінального тексту іноземною мовою, а за потреби — і модернізувати їх, пристосовуючи до норм витонченості, гармонії та доброго смаку, відповідно до яких відтоді вибудовувалася французька мова.
Емманюель Бюрі говорить навіть про існування «французької школи belles infidèles» (тобто «гарних, але невірних» перекладів), лідером якої був Конрар, а найвідомішим представником — Перро д'Абланкур, якого Фюрет'єр назвав «прекрасним капітаном» перекладацького війська. Бюрі також зазначає, що «амбіцією Конрара та його однодумців було зробити з перекладу повноцінний прозаїчний жанр».
Близько 1654 року Жиль Меанж зауважив, що переклад творів Лук'яна із Самосати, здійснений Перро д'Абланкуром, нагадав йому жінку, яку він колись кохав — «вона була вродливою, але невірною». Цей вислів, згодом підхоплений Константином Хюйгенсом вже у 1666 році, набув широкого поширення по всій Європі. Приблизно століття по тому Вольтер писав про Перро д'Абланкура як про «вишуканого перекладача, (…) кожен переклад якого називали belle infidèle — „вродливою, але невірною“».
Таке розуміння перекладацького мистецтва згодом зазнало критики, однак Перро д'Абланкур продовжував мати своїх прихильників. Так, у 1911 році Поль Клодель писав Андре Жіду щодо перекладу одного з творів Тацита, здійсненого д'Абланкуром: «він для мене втілює ідею доброго перекладу, який, аби бути точним, не повинен бути рабським, а навпаки — враховувати надзвичайно тонкі смислові відтінки; інакше кажучи, бути справжньою транссубстанціацією». Деякі з перекладів Перро д'Абланкура публікуються й досі, у той час як дискусія щодо меж вірності та невірності в мистецтві перекладу триває.

## Сучасні видання
- Тацит, Твори, переклад з латини Ніколя Перро д'Абланкуром, Éditions Ivrea, 2004.

## Рекомендована література
- Nicolas Perrot d'Ablancourt (publiées avec une introduction, des notices, des notes et un lexique par Roger Zuber), , Paris, Libr. Marcel Didier, 1972, 292 p. (présentation en ligne [archive])
- Roger Zuber (postface d'Emmanuel Bury), , Paris, Albin Michel, coll. «Bibliothèque de l'Évolution de l'Humanité», 2014 (nouvelle éd. revue et augmentée (1re éd. 1968), 530 p. (ISBN 978-2-226-07776-9)